# Сыпко, Евгений Николаевич
Евгений Николаевич Сыпко (14 августа 1964, Алма-Ата — 17 января 2017, Краснодар) — советский тяжелоатлет, победитель IX летней Спартакиады народов СССР (1986), серебряный призёр чемпионата Европы (1987) в супертяжёлом весе. Мастер спорта СССР международного класса (1986).

## Биография
Евгений Сыпко родился 14 августа 1964 года в Алма-Ате. Начал заниматься тяжёлой атлетикой в возрасте 13 лет. В первой половине 1980-х годов тренировался у Владимира Дрекслера, в 1985–1989 годах с ним работал Олег Чепайкин.
В 1986 году стал победителем Спартакиады народов СССР. В 1987 году был включён в состав сборной страны на чемпионате Европы в Реймсе и завоевал серебряную медаль этих соревнований, уступив лишь известному болгарскому атлету Антонио Крыстеву.
В ноябре 1989 года переехал в Краснодар, где продолжил тренироваться под руководством Сергея Аракелова. В 1990 году на международном турнире «Кубок дружбы», на котором он выступал вне зачёта, поднял в рывке 216,5 кг, что превышало мировой рекорд, принадлежавший Крыстеву.
В 1992 году завершил свою спортивную карьеру. В начале 2000-х годов выступал в ветеранских соревнованиях, в 2002 году был серебряным призёром Всемирных игр ветеранов спорта. В январе 2014 года принял участие в эстафете олимпийского огня «Сочи 2014».
Умер 17 января 2017 года от остановки сердца. Похоронен на Славянском кладбище в Краснодаре.